# Ehud Barak
Ehud Barak (Hebrew: אֵהוּד בָּרָקⓘ, tên khi sinh Ehud Brog ngày 12 tháng 2 năm 1942) là một chính trị gia Israel, cựu Thủ tướng, và hiện là Bộ trưởng Quốc phòng, Phó thủ tướng và lãnh đạo Công Đảng Israel.
Barak từng là Thủ tướng thứ 10 của Israel từ năm 1999 tới năm 2001. Sau khi thua trong cuộc bầu cử năm 2001, Barak quay sang làm kinh doanh. Ngày 12 tháng 6 năm 2007 ông quay lại hoạt động chính trị sau khi giành thắng lợi trong cuộc bầu cử lãnh đạo Công Đảng. Ông được chỉ định làm Bộ trưởng Quốc phòng thay thế cựu lãnh đạo đảng Amir Peretz.
Trước khi tham gia chính trị ông là một sĩ quan trong Các lực lượng Phòng vệ Israel. Sau cuộc đời binh nghiệp rất thành công ông được chỉ định làm Ramatkal (Lãnh đạo Bộ Tham mưu) của IDF.

## Tiểu sử
Barak sinh ngày 12 tháng 2 năm 1942 tại kibbutz Mishmar HaSharon thuộc Palestine Ủy trị. Ông là con lớn nhất trong số bốn người con trai của Esther (tên khi sinh Godin) và Israel Brog. Ehud đã hebrai hoá họ của ông từ "Brog" sang "Barak" năm 1959, khi ông gia nhập quân đội Israel.
Ông bà nội ông, Frieda và Reuven Brog, bị sát hại tại Pushelat, Lithuania năm 1912, để lại cha ông mồ côi khi mới lên hai. Ông bà ngoại Barak, Elka và Shmuel Godin, chết tại Treblinka.
Chính trong thời gian tham gia quân ngũ ông gặp người vợ tương lai, Nava (tên khi sinh Cohen). Họ có ba con gái chung. Barak ly dị Nava tháng 8 năm 2003. Ngày 30 tháng 7 năm 2007 Barak kết hôn với Nili Priel trong một buổi lễ nhỏ tại ngôi nhà riêng của ông.

### Giáo dục
Barak có bằng cử nhân vật lý và toán học tại Đại học Hebrew ở Jerusalem năm 1968, và bằng master các hệ thống kỹ thuật-kinh tế năm 1978 từ Đại học Stanford ở Palo Alto, California.

## Binh nghiệp
Ehud Brog gia nhập Các lực lượng Phòng vệ Israel (IDF) năm 1959. Ở thời điểm này ông quyết định đổi tên mình thành "Barak", có nghĩa "ánh chớp" hay "toả sáng" trong tiếng Hebrew. Ông phục vụ trong IDF trong 35 năm, lên tới chức Tham mưu trưởng và cấp bậc Rav Aluf, cấp cao nhất trong quân đội Israel. Trong cuộc Chiến tranh Yom Kippur, Barak chỉ huy một trung đoàn mới được thành lập gồm những chiếc xe tăng và những thứ khác, giúp giải cứu tiểu đoàn dù 890 dưới sự chỉ huy của Yitzhak Mordechai người đang phải chịu thiệt hại nặng nề trong Trận Nông trang Trung Quốc.

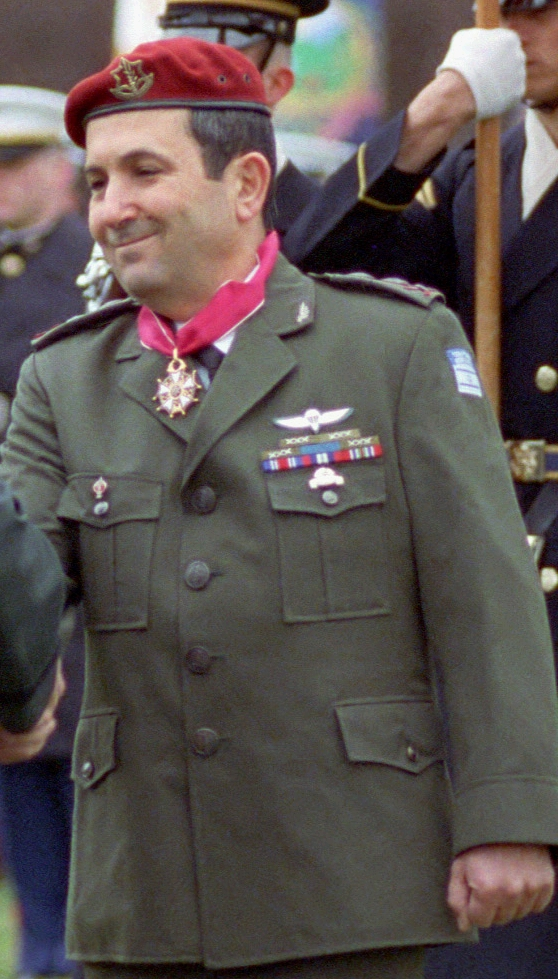
Ehud Barak với Legion of Merit

Trong thời gian ông phục vụ như một lính commando trong lực lượng tinh nhuệ Sayeret Matkal, Barak đã chỉ huy nhiều chiến dịch rất thành công, như: "Chiến dịch Isotope", phi vụ giải cứu các con tin trên Chuyến bay 572 Sabena tại Sân bay Lod năm 1972; Phi vụ mật Chiến dịch Spring of Youth năm 1973 tại Beirut, trong đó ông đóng giả một phụ nữ để ám sát các thành viên của Tổ chức Giải phóng Palestine; Barak cũng là một kiến trúc sư chính của Chiến dịch Entebbe tháng 6 năm 1976, một phi vụ khác để giải cứu các con tin của chiếc máy bay Air France bị những kẻ khủng bố bắt giữ và buộc phải hạ cánh xuống Sân bay Entebbe ở Uganda. Những chiến dịch thành công lớn này, cùng với Chiến dịch Bayonet đã dẫn tới sự giải tán nhóm khủng bố Palestine Tháng 9 Đen. Có tin cho rằng Barak cũng là người vạch kế hoạch và chỉ huy cuộc Đột kích Tunis ngày 16 tháng 4 năm 1988, trong đó lãnh đạo PLO Abu Jihad đã bị ám sát.
Sau này ông làm lãnh đạo Aman, Ban Tình báo Quân đội (1983–1985), lãnh đạo Bộ tư lệnh (1986–1987) và Phó tổng tham mưu trưởng (1987–1991). Ông giữ chức Tham mưu trưởng từ ngày 1 tháng 4 năm 1991 tới ngày 1 tháng 1 năm 1995. Trong thời gian này, ông đưa vào thực hiện Hiệp định Oslo đầu tiên và tham gia vào quá trình đàm phán hướng tới Hiệp ước Hoà bình Israel-Jordan.
Barak đã được trao Medal of Distinguished Service và bốn lần tuyên dương của Tham mưu trưởng (Tzalash HaRamatcal) vì lòng dũng cảm và tài năng. Năm lần được vinh danh này khiến ông trở thành quân nhân được trao thưởng nhiều nhất trong lịch sử Israel (cùng với người bạn thân Nechemiah Cohen). Năm 1993 ông cũng được Hoa Kỳ trao Legion of Merit (Chỉ huy).
Barak cũng là một chuyên gia về krav maga, loại võ thuật chính thức của Các lực lượng Phòng vệ Israel.

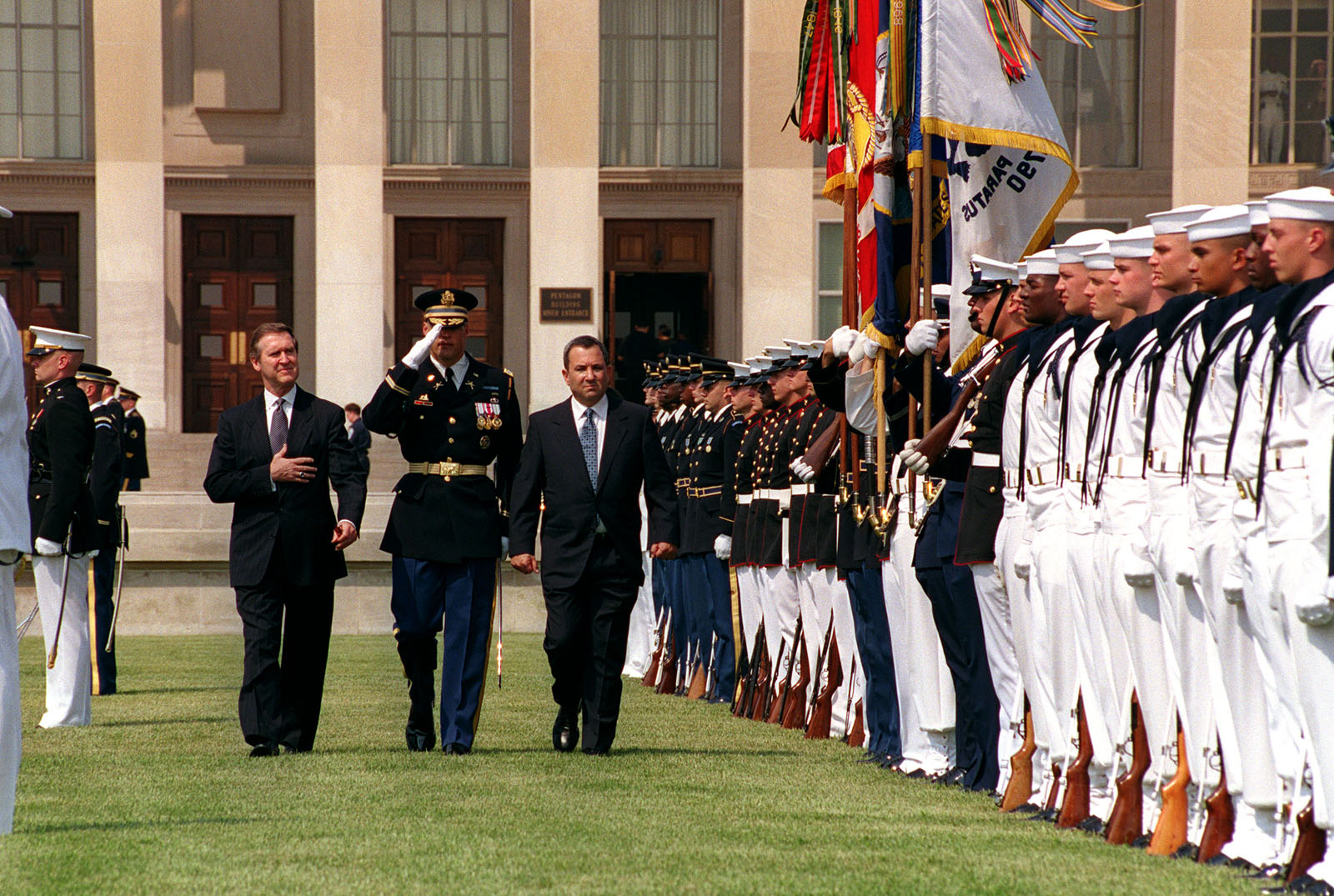
Barak tại Lầu Năm Góc năm 1999

## Sự nghiệp chính trị
Khi là một chính trị gia, Barak giữ chức Bộ trưởng Nội vụ (1995) và sau đó là Bộ trưởng Ngoại giao (1995–1996). Ông được bầu vào Knesset năm 1996, và phục vụ như một thành viên trong Ủy ban Ngoại giao và Quốc phòng của Knesset. Năm 1996 Barak trở thành lãnh đạo Công Đảng.

#### Thủ tướng Israel
Barak được bầu làm thủ tướng Israel ngày 17 tháng 5 năm 1999. Barak đã gây ra tranh cãi khi quyết định thành lập một liên minh với đảng haredi Shas, đảng giành được số ghế lớn chưa từng có 17 trong số 120 ghế của Knesset. Shas miễn cưỡng đồng ý với các điều khoản của Barak rằng họ phải thực hiện loại bỏ lãnh đạo Aryeh Deri, một người bị kết tội nghiêm trọng, và thực hiện "tẩy rửa" tình trạng tham nhũng trong nội bộ. Vì thế, đảng Meretz cánh tả rời bỏ liên minh sau khi họ không đồng ý với việc quyền lực được trao cho một thứ trưởng Shas trong Bộ Giáo dục.
Năm 1999 Barak đưa ra một lời hứa hẹn trong chiến dịch tranh cử để chấm dứt thời kỳ chiếm đóng kéo dài 22 năm của Israel tại Miền nam Liban trong vòng một năm. Ngày 24 tháng 5 năm 2000 Israel rút quân khỏi Miền nam Liban. Ngày 7 tháng 10 năm 2000, ba binh sĩ Israel bị Hezbollah bắt giữ và sau đó giết hại. Thi thể của những binh sĩ này, cùng với người còn sống là Elhanan Tenenbaum, sau đó được đổi lấy những người Liban bị bắt giữ năm 2004. Barak bắt đầu những cuộc đàm phán hoà bình với PLO, nhưng hoàn toàn không có kết quả. Ông tham gia vào Hội nghị Thượng đỉnh Trại David năm 2000 nhằm giải quyết dứt điểm cuộc xung đột Israel-Palestine nhưng không thành công. Barak cũng cho phép Bộ trưởng Ngoại giao Shlomo Ben-Ami tham dự Hội nghị Thượng đỉnh Taba với các lãnh đạo Chính quyền Palestine, sau khi chính phủ của ông đã sụp đổ.

#### Các vấn đề trong nước
Barak nắm quyền lực khi việc chỉ định Hội đồng Tal để giải quyết với vấn đề gây tranh cãi là việc miễn trừ nghĩa vụ quân sự cho người Do Thái haredi diễn ra. Những cuộc bạo loạn tháng 10 năm 2000 dẫn tới việc 12 lính Israel-Ả Rập thiệt mạng và 1 người Palestine do Cảnh sát Israel và một thường dân Israel-Do Thái bởi người Israel Ả Rập.
Giai đoạn 1999–2000, Israel có được tỷ lệ tăng trưởng cao (GDP) cả so với tình trạng nền kinh tế trước đó và theo những tiêu chuẩn quốc tế.

### Lãnh đạo đảng, quay lại với chính trị
Năm 2005, Barak thông báo việc quay trở lại chính trường Israel, và chạy đua vào chức lãnh đạo Công Đảng vào tháng 11. Tuy nhiên, trước những kết quả thăm dò không tích cực, Barak đã rời cuộc đua sớm và tuyên bố ủng hộ cho cựu chiến binh và cũng là cựu chính khách Shimon Peres.
Sau khi Peres thua trước Amir Peretz và rời Công Đảng, Barak thông báo ông sẽ ở lại, dù ông có quan hệ không chặt chẽ với giới lãnh đạo mới lên của đảng này. Tuy nhiên, ông tuyên bố, rằng mình sẽ chạy đua vào một vị trí trong Knesset đại diện cho Công Đảng trong cuộc bầu cử tháng 3 năm 2006.
Tháng 1 năm 2007 Barak tung ra một chiến dịch nhằm chiếm lại chức vụ lãnh đạo Công Đảng trong một bức thư thừa nhận những "sai lầm" và "thiếu kinh nghiệm" trong thời gian làm Thủ tướng. Đầu tháng 3 năm 2007, một cuộc thăm dò ý kiến trong cuộc bầu cử sơ bộ Công Đảng cho thấy Barak vượt trên mọi đối thủ khác, gồm cả đương kim lãnh đạo Amir Peretz. Trong vòng bỏ phiếu đầu tiên, ngày 28 tháng 5 năm 2007, ông giành được 39% số phiếu, hơn hai đối thủ gần nhất, nhưng không đủ để giành ngay thắng lợi.
Vì thế, Barak lần nữa phải đối mặt với người về nhì, Ami Ayalon, ngày 12 tháng 6 năm 2007, trong đó ông thắng với chênh lệch sít sao.

#### Bộ trưởng Quốc phòng

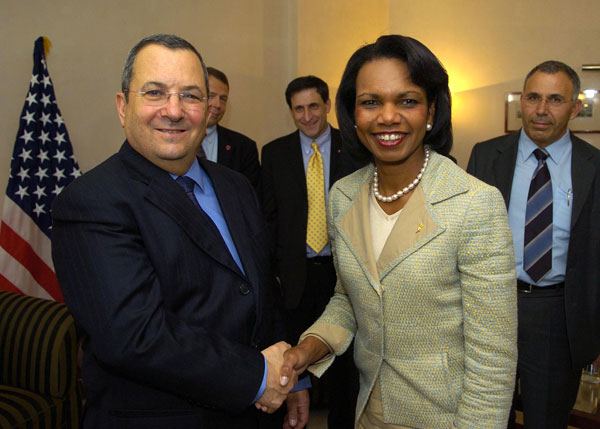
Ehud Barak và Condoleezza Rice

Sau khi trở lại làm lãnh đạo Công Đảng, Barak tuyên thệ nhậm chức Bộ trưởng Quốc phòng ngày 18 tháng 6 năm 2007, như một phần của sự cải tổ nội các của Thủ tướng Olmert. Tuy nhiên, ngày 1 tháng 7 năm 2007, Barak lãnh đạo một nỗ lực thành công trong uỷ ban trung ương Công Đảng để đặt điều kiện rằng Công Đảng sẽ rời liên minh chính phủ nếu Olmert không từ chức vào tháng 9 hay tháng 10 năm 2007. Ở thời điểm đó Hội đồng Winograd sẽ xuất bản báo cáo cuối cùng về tình trạng hoạt động của Các lực lượng Phòng vệ Israel và lãnh đạo dân sự của nó. Báo cáo sơ bộ của Winograd được đưa ra đầu năm ấy quy hầu hết trách nhiệm cho Olmert về những yếu kém trong lập kế hoạch, thực hiện và xem xét lại các chiến lược chiến tranh trong cuộc xung đột năm 2006 chống lại Hezbollah.
Trong tháng 12 năm 2008 tới tháng 1 năm 2009, Barak lãnh đạo (với tư cách Bộ trưởng Quốc phòng) Chiến dịch Cast Lead.

#### Cuộc bầu cử Knesset năm 2009
Công Đảng chỉ giành 13 trong số 120 ghế tại Knesset trong cuộc bầu cử năm 2009, khiến họ chỉ đứng thứ tư. Barak và các quan chức Công Đảng khác ban đầu nỏi rằng họ sẽ không tham gia trong chính phủ kế tiếp. Tuy nhiên, trước sự phản đối của một số đảng viên, Barak sau này đạt được một thoả thuận theo đó Công Đảng sẽ gia nhập liên minh. Barak vẫn giữ được chức Bộ trưởng Quốc phòng.

## Bên ngoài chính trị
Sau khi thất bại trong cuộc bầu cử năm 2001 trước Ariel Sharon, Barak rời Israel và làm việc như một cố vấn cao cấp cho Electronic Data Systems tại Hoa Kỳ. Ông cũng hợp tác với một công ty tư nhân hoạt động trong lĩnh vực "liên quan tới an ninh".
Năm 2005, sau nỗ lực bất thành để duy trì chức lãnh đạo Công Đảng, Barak trở thành một đối tác của công ty đầu tư SCP Private Equity Partners, Pennsylvania. Ông lập một công ty "Ehud Barak Limited" được cho là đã kiếm ra hơn 30 triệu NIS.

## Trong văn hoá đại chúng
- Bộ phim Munich có một cảnh quay Barak thực kể lại trải nghiệm khi chỉ huy đơn vị Sayeret Matkal của mình trong cuộc đột kích commando Chiến dịch Spring of Youth; ông được nêu tên và xuất hiện như một phụ nữ đi giày cao gót khi bắn vào những người được cho là thuộc PLO.[8]

## Tiểu sử
- Bregman, Ahron Elusive Peace: How the Holy Land Defeated America.
- Clinton, Bill (2005). My Life. Vintage. ISBN 1-4000-3003-X.
- Dromi, Uri (5 tháng 11 năm 2005). "Still craving peace 10 năm after Rabin". New Straits Times, p. 20.